# Doppia anima
Doppia anima (Prelude to a Kiss) è una commedia romantica del 1992 di Norman René con Alec Baldwin e Meg Ryan, tratta dalla commedia teatrale di Craig Lucas Prelude to a Kiss.

## Trama
Peter e Rita cambiano per sempre le loro esistenze, dopo la sorprendente apparizione di un uomo misterioso, proveniente non si sa da dove, proprio nel giorno delle loro nozze. Un solo bacio apre il cuore di Rita, e porta sulle labbra un sorriso. Le conseguenze impensate e divertenti di questo bacio faranno scoprire a Peter che quando non è possibile credere ai propri occhi, si può sempre aver fiducia nel sorriso del proprio cuore.